# Aeronwy Thomas

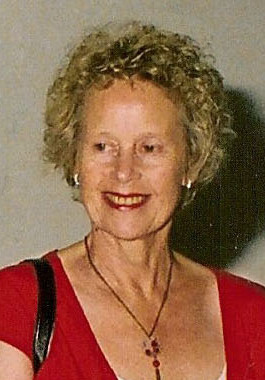
Aeronwy Thomas, 2006

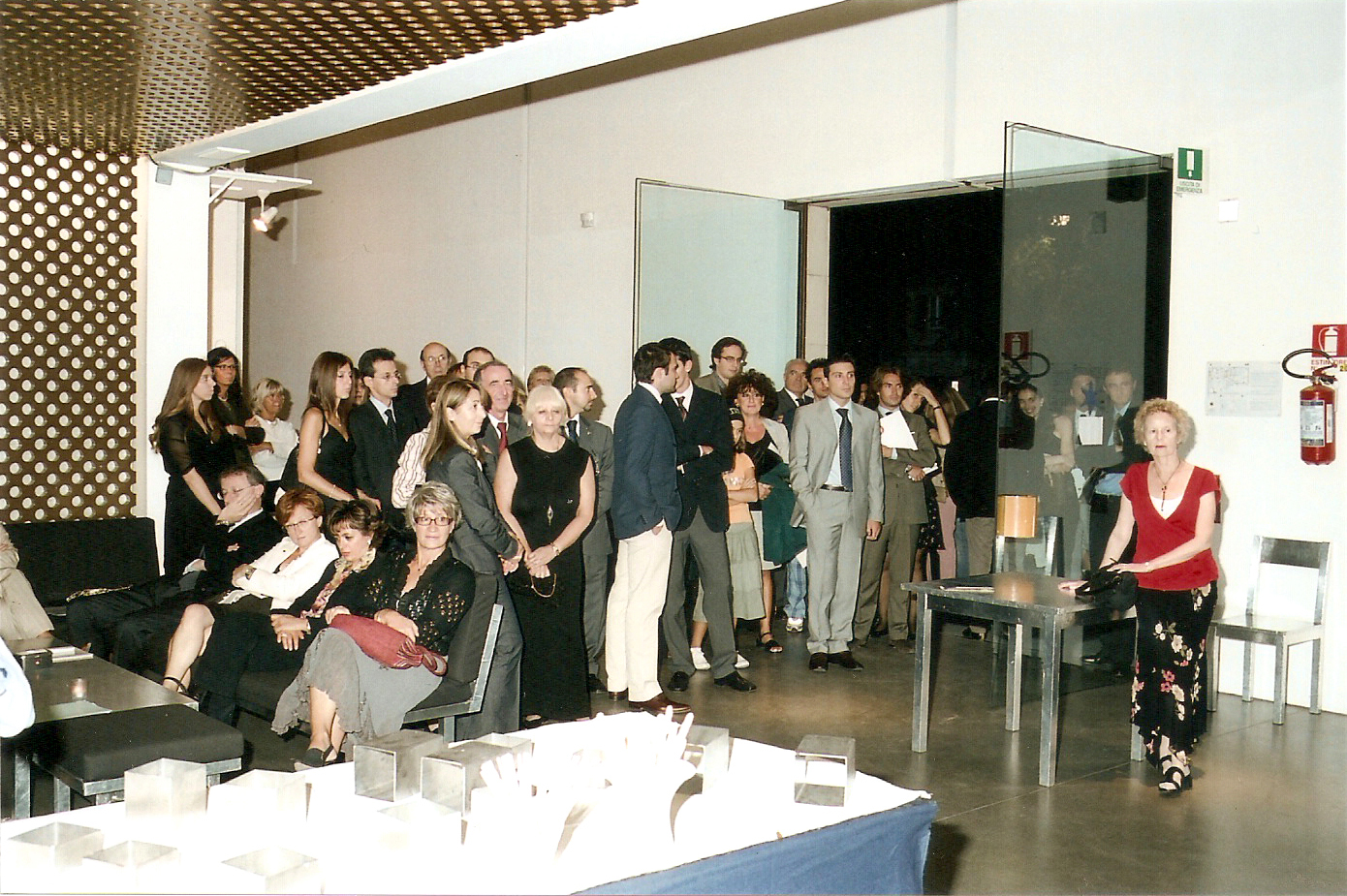
Aeronwy Thomas, Dichterlesung in Turin, 2006

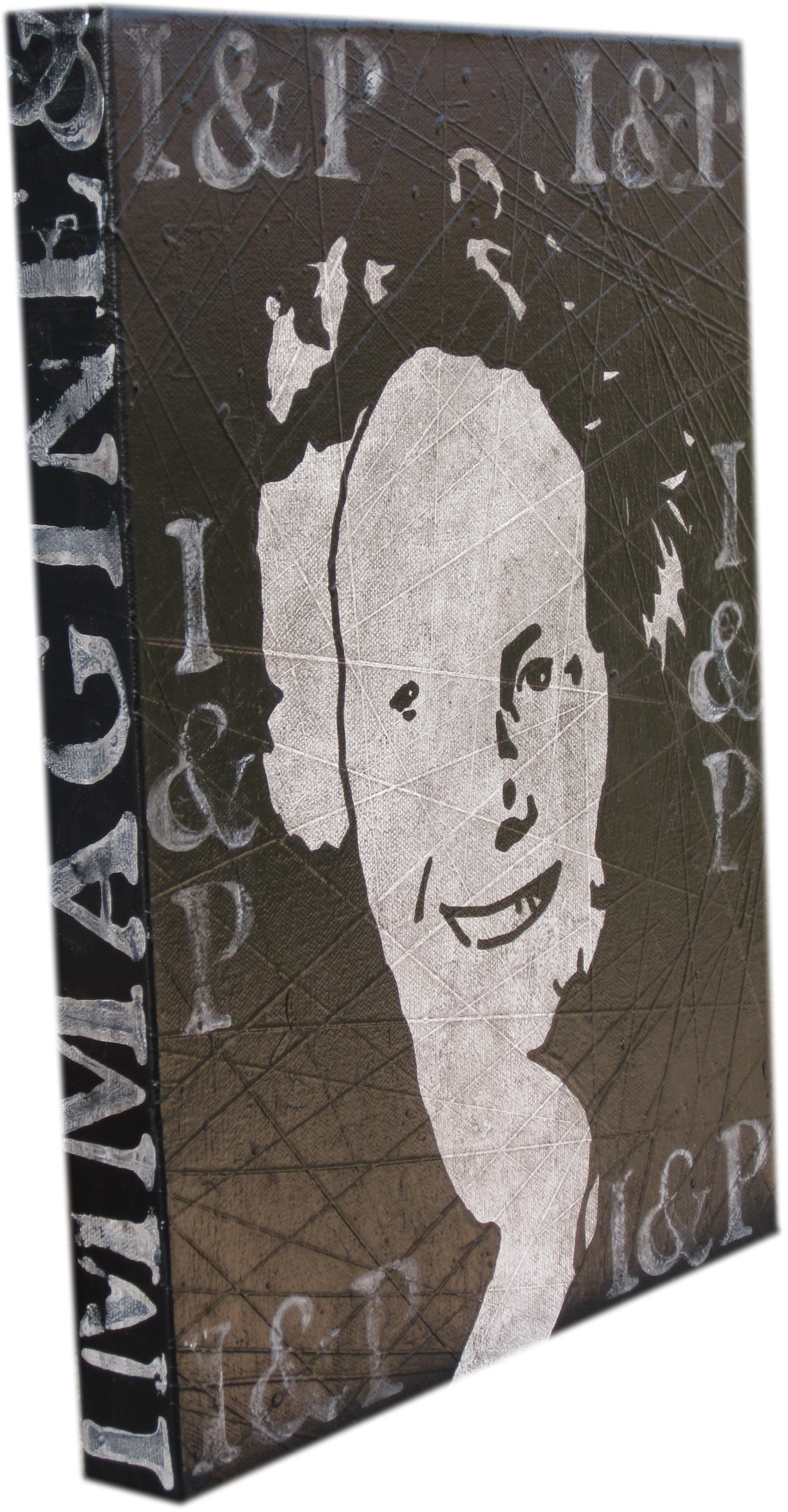
Homage to Aeronwy Thomas, Gemälde von Davide Binello, 2011

Aeronwy Bryn Thomas-Ellis (* 3. März 1943 in London; † 27. Juli 2009 in New Malden, London) war eine britische Dichterin, Autorin und Übersetzerin von italienischer Lyrik. Sie war das zweite Kind und die einzige Tochter des walisischen Dichters Dylan Thomas und seiner Frau Caitlin Macnamara.

## Leben
Aeronwy Thomas wurde vermutlich nach dem River Aeron in Ceredigion, Wales, benannt, an dessen Ufer ihre Eltern 1942 und 1943 zeitweise in Plas Gelli, Talsarn, lebten. Zwischen September 1944 und Juli 1945 lebte sie mit ihren Eltern in einem wenige Kilometer davon entfernten Bungalow in New Quay namens Majoda mit Blick auf das Meer.
Im Mai 1949 zog die Familie in das Boat House in Laugharne, Carmarthenshire. Im Alter von 10 Jahren wurde Aeronwy von ihrer Mutter an der Arts Educational School in Tring, Hertfordshire, der heutigen Tring Park School for the Performing Arts, eingeschrieben und verbrachte 1958 auch ein Jahr an der Dartington Hall School in Devon. Nach dem Tod ihres Vaters 1953 ging sie mit ihrer Mutter nach Rom und zog später mit nach Sizilien, nachdem ihre Mutter eine Beziehung mit ihrem Langzeitpartner Giuseppe Fazio begonnen hatte.
Aeronwy erwarb einen Bachelor-Abschluss in Englisch und vergleichender Religionswissenschaft am Isleworth College und ein TEFL-Diplom (Teaching English as a second or foreign language) am Woking Adult Education College. Im Jahr 2003 wurde ihr eine Honorary Fellowship der University of Wales, Swansea verliehen.
Nachdem sie Italienisch gelernt hatte, wurde sie Übersetzerin italienischer Lyrik. Sie war auch als Botschafterin für das Werk ihres Vaters und als Schirmherrin der Dylan Thomas Society bekannt. Sie war Präsidentin der Alliance of Literary Societies.
Sie war eine gefragte Gastprofessorin an Schulen und Universitäten im Vereinigten Königreich und im Ausland. In den späten 1990er Jahren war sie bei den Schülern der Giuseppe-Perotti-Schule in Turin wegen ihrer „Fernkurse für kreatives Schreiben“ sehr beliebt. 2007 wurde sie Präsidentin von Immagine & Poesia, einer künstlerisch-literarischen Bewegung, die am Teatro Alfa in Turin gegründet wurde.
Sie und ihr Mann Trefor Ellis hatten zwei Kinder: einen Sohn, Huw Dylan, und eine Tochter, Hannah.
Aeronwy Thomas starb 2009 in New Malden, London, im Alter von 66 Jahren an Krebs.

## Werk
- Later than Laugharne (Celtion, 1976)
- Christmas and Other Memories (Amwy Press, 1978)
- Poems and Memories (Pedrini, Turin)
- Christmas in the Boathouse (2003)
- Rooks and Poems (Poetry Monthly Press, 2004)
- A daughter remembers Dylan (Merton Books, 2006), eine Erweiterung von Christmas and Other Memories
- I Colori Delle Parole (Rotaract, 2007), mit zweisprachigen Gedichten von Thomas und Gemälden von Gianpiero Actis
- Away With Words, eine Anthologie mit Gedichten von Thomas und anderen Dichterinnen (Poetry Monthly Press, 2007)
- Burning Bridges (Cross-Cultural Communications, Merrick, New York 2008)
- Shadows and Shades – Selected Poems (Poetry Monthly Press, 2009)
- My Father's Places (Constable, 2009)
- Nightwatch, 17 Gedichte in Poet to Poet #3 (The Seventh Quarry, 2010)